# Jeżyce (gmina)
Jeżyce (do 1947 i następnie: Dobiesław) – dawna gmina wiejska istniejąca w latach 1947-?? w szczecińskim i ewentualnie koszalińskim (jej dzisiejsze woj. zachodniopomorskie). Nazwa gminy pochodzi od wsi Jeżyce, lecz siedzibą władz gminy były Jeżyczki.
Gmina Jeżyce powstała pod koniec 1947 roku w powiecie sławieńskim w woj. szczecińskim w związku z przemianowaniem gminy Dobiesław na Jeżyce. Po krótkim czasie nazwę gminy zmieniono ponownie na Dobiesław.
6 lipca 1950 obszar gminy wraz z całym powiatem sławieńskim wszedł w skład nowo utworzonego woj. koszalińskiego).